# D (musikgrupp)
D (ディー) är ett japanskt J-rock/metal och visual kei-band startat år 2003, i Kanagawa. 
Bandets medlemmar är Asagi (sång), Ruiza (gitarr), Hide-Zou (gitarr), Tsunehito (basgitarr) och Hiroki (trummor).

## Medlemmar
Nuvarande medlemmar
- Hiroki – trummor (2003–)
- Ruiza (Nakahama Yoshiyuki, 中浜慶幸) – sologitarr (2003–)
- Hide-Zou (Saitou Hidenori, 斎藤英稔) – rytmgitarr (2003–)
- Asagi (Ogawa Takahiro, 小川貴博) – sång (2003–)
- Tsunehito – basgitarr (2005–)

Tidigare medlemmar
- Lena (レナ) – basgitarr (2003–2005)
- Sin – gitarr (2003)

Turnerande medlemmar
- Tetsu – gitarr (2003)

## Diskografi
Studioalbum
- 2005 – The Name of the Rose
- 2006 – Tafel Anatomie
- 2007 – Neo Culture: Beyond the World
- 2009 – Genetic World
- 2010 – 7th Rose
- 2011 – Vampire Saga
- 2014 – Kingdom
- 2016 – Wonderland Savior

Livealbum
- 2009 – Tour 2008: Alice in Dark Edge Final

EP
- 2003 – New Blood
- 2004 – Paradox
- 2011 – Huang Di ~Yami ni Umareta Mukui~
- 2012 – Namonaki Mori no Yumegatari

Singlar
- 2003 – "Alice"
- 2004 – "Yume Narishi Kuuchuu Teien"
- 2004 – "Mayutsuki no Hitsugi"
- 2005 – "Mahiru no Koe ~Synchronicity~"
- 2005 – "Shiroi Yoru"
- 2005 – "Yami Yori Kurai Doukoku no Acapella to Bara Yori Akai Jounetsu no Aria"
- 2006 – "Taiyou wo Okuru hi"
- 2007 – "Dearest You"
- 2007 – "Ouka Saki Some ni Keri"
- 2007 – "Schwarzschild"
- 2008 – "Birth"
- 2008 – "Yami no Kuni no Alice/Hamon"
- 2009 – "Snow White"
- 2009 – "Tightrope"
- 2009 – "Day by Day"
- 2010 – "Kaze ga Mekuru Page"
- 2010 – "Akaki Hitsuji ni Yoru Bansankai"
- 2010 – "In the name of justice"
- 2011 – "Torikago Goten ~L'Oiseau Bleu~"
- 2012 – "Nyanto-shippo "De"!?"
- 2012 – "Ultimate lover"
- 2012 – "Dying Message"
- 2012 – "Danzai no Gunner"
- 2013 – "Bon Voyage!"
- 2013 – "Rosenstrauss"
- 2013 – "Dark wings"
- 2013 – "Taiyou o Se ni Shite"
- 2014 – "Tsuki no Sakazuki"
- 2014 – "Dandelion"
- 2015 – "Happy Unbirthday"
- 2015 – "Master Key"
- 2016 – "Himitsu kessha K club"

Samlingsalbum
- 2013 – Treasure Box
- 2013 – Bloody Rose "Best Collection 2007-2011"
- 2014 – D Vampire Chronicle: V-Best Selection

Live-videografi
- 2007 – Tafel Anatomie: Tour 2006 Final
- 2008 – Last Indies Tour 2008 Final: Follow Me
- 2009 – Tour 2008: Alice in Dark Edge Final
- 2011 – In the Name of Justice Tour Final 2010
- 2013 – D 10th Anniversary Special Premium Live 2013 "Bon Voyage!"
- 2015 – 47 Todoufuken Tour Final At Maihama Amphitheater
- 2015 – Ultimate lover Dai Nijyu-ichi ya
- 2016 – Happy Unbirthday 2015.8.29 Akasaka BLITZ